# Дем'янов Веніамін Олексійович
Веніамін Олексійович Дем'янов (нар. 1931, місто Макіївка, тепер Донецька область — 1988, місто Миколаїв  Миколаївської області) — радянський діяч, завідувач відділу оборонної промисловості Миколаївського обласного комітету КПУ, секретар Миколаївського обласного комітету КПУ. Обирався депутатом Миколаївської обласної ради народних депутатів.

## Біографія
Народився в родині шахтаря.
У 1950—1955 роках — студент Миколаївського кораблебудівного інституту імені адмірала Макарова.
З 1955 року — інженер-будівельник Миколаївського кораблебудівного заводу імені 61 комунара. Член КПРС.
З 1960 року — інструктор відділу оборонної промисловості Миколаївського обласного комітету КПУ.
У 1962—1971 роках — завідувач відділу оборонної промисловості Миколаївського обласного комітету КПУ.
23 квітня 1971 — 1988 року — секретар Миколаївського обласного комітету КПУ з питань промисловості.
Помер у 1988 році в місті Миколаєві.

## Нагороди
- орден Трудового Червоного Прапора
- ордени
- медалі